# Olbrachtova metróállomás
Olbrachtova egy tervezett metróállomás az építés alatt lévő prágai D metróvonalon. A Pankrác és a Nádraží Krč megállók között fog elhelyezkedni, 31 méterrel a Na Strži utca alatt. Két kijárata lesz, az Olbrachtova és a Na Strži utcák kereszteződésénél. Az építkezések 2022-ben kezdődtek meg a vonalon, a megállót 2029-ben tervezik átadni. Mindezek mellett a tervezett O vonal egyik megállója is lenne.

## Szomszédos állomások
A metróállomáshoz az alábbi állomások vannak a legközelebb:
- Pankrác (Náměstí Míru)
- Nádraží Krč (Depo Písnice)

## Átszállási kapcsolatok
| D (Náměstí Míru ↔ Depo Písnice)                   |                             |                         |
| O (Nádraží Podbaba ↔ Nádraží Podbaba) (tervezett) |                             |                         |
| Állomás                                           | Átszállási kapcsolatok      | Fontosabb létesítmények |
| Olbrachtova                                       | 118 (A Na Strži megállóban) |                         |